# Nazareno Strampelli
Nazareno Strampelli (29 de maig de 1866, Castelraimondo – 23 de gener de 1942, Roma) va ser un agrònom italià i productor de plantes. Es considera el precursor de l'anomenada Revolució Verda que va portar a uns grans increments en la producció de cereals basats més en la hibridació entre diferents varietats que en la selecció de llavors dins una mateixa varietat.
Es va graduar en agricultura a la Universitat de Pisa, i va exercir de professor a la Universitat de Camerino durant uns anys i a Reggio Calabria.
El 1900, estant a Camerino, començà la seva recerca sobre la hibridacó del blat encara que no coneixia els treballs de Gregor Mendel sobre genètica de plantes. El 1907 ja treballava en un organisme anomenat Estació experimental del blat.
Gràcies als seus encreuaments aconseguí escurçar el període de creixement del blat i augmentar-ne la resistència a través de fer més curta la seva tija. Entre les cultivars de blat que va crear es troben els anomenats: Gregorio Mendel, Luigia, Varrone, seguides per varietats de mida curta i molt flequeres com Villagloria, Ardito (el resultat de creuar una varietat local italiana amb la varietat japonesa Akagomugi), Mentana, Edda, Balilla i Fanfulla. Poc abans de la Segona Guerra Mundial el 90% de les varietats italianes cultivades de blat eren de la seva producció. Aquesta situació va ser promoguda per La battaglia del grano (Batalla del blat) del govern feixista de Mussolini per tal d'incrementar la producció italiana i esdevenir autosuficient. El mateix Strampeli va ser escollit membre del Partit Feixista Italià des de 1925 i senador del regne d'Itàlià des de 1929.
A la darreria de la seva vida va crear varietats nanes de blat molt productives anomenades: S. Pastore, Velino i Turano. La cultivar Mentana va ser exportat i cultivat a Sonora, Mèxic, i va ser la font d'una nova generació de blats de mida curta molt productius.